# Bureau des finances
Nella Francia dell'Ancien Régime, il Bureau des finances (lett. Ufficio delle finanze; al plurale Bureaux des finances) era una tipologia di amministrazione fiscale locale.
Conobbe numerose modificazione nella sua struttura nel corso della sua esistenza (dal 1577 al 1789).

## Storia
I Bureaux des finances furono creati dopo la riunione degli uffici del Tesoriere di Francia e Général des finances in un nuovo ufficio di Tesoriere generale della Francia. 
Mentre l'amministrazione precedente manteneva la differenza tra finanza ordinaria, le rendite terriere, gestiti da camerlenghi, e finanza straordinaria, entrate fiscali, gestite dai generali delle finanze, i Bureaux des finances gestivano tutte le entrate del re in un'ampia circoscrizione territoriale chiamata Généralité.
Originariamente gli uffici delle finanze erano costituito da cinque tesorieri generali di Francia, ma il numero di questi ultimi non cessa di aumentare. Viene creata anche la carica di Presidente del Bureau. I Bureau des finances vengono soppressi tra il 1598 e il 1608 ma i camerlenghi generali di Francia si opposero a questa misura e finirono per ottenere il ripristino degli Uffici delle finanze.
Le funzioni degli Uffici delle finanze si potevano dividere in tre settori: gestione fiscale, gestione del demanio dello stato e gestione della rete stradale. È stata aggiunta nel 1627 una funzione giurisdizionale.

## Attribuzioni fiscali
Il ruolo dei Bureaux non era lo stesso nelle differenti circoscrizioni territoriali (Généralité). 
Nei Pays d'élection regolavano la pressione fiscale e l'esenzione dalle tasse; nei Pays d'États queste funzioni erano esercitate dallo Stato. I Bureaux gestivano le imposte create nel Medioevo, in particolare la Taille, della quale loro assicuravano la ripartizione nei Pays d'élection, ma anche i suoi supplementi taillon e crues. Avevano la competenza su imposte indirette, gabelle, aides e traites.
Nell'esercizio di queste funzioni, gli uffici delle finanze avevano autorità sui Pays d'élection, gli esattori e i magazzini del sale.
Dal 1630, sono sostituiti in queste funzioni dagli Intendants, i quali tendono sempre più a monopolizzare la distribuzione delle imposte.

## Attribuzioni demaniali
I Bureaux dovevano garantire la gestione dei domini reali, sia beni corporel, proprietà, che incorporel, diritti dovuti al re come signore.
A tal fine gli uffici delle finanze effettuavano la conservazione degli gli edifici appartenenti al Re, facevano coltivare la terra, aggiudicavano le masserie, ricevevano i tributi (hommages) e le riconoscenze dei vassalli al Re (aveux) ed elevavano i diritti dovuti al Re come Signore (droit d'aubaine, droit de bâtardise, droit de régale) (diritti sui contratti, diritti di autore, diritti sulle sedi vescovili vacanti).
Nell'esercizio di queste funzioni, i Bureaux avevano autorità sui Balivo e i Siniscalchi.
Le funzioni in materia di amministrazione demaniale resteranno quelle dei Bureaux fino alla fine della monarchia.

## Attribuzioni sui trasporti
La gestione delle strade principali è stata tradizionalmente una funzione dei balivi, ma i Tesorieri di Francia la ricevettero nel 1508.
I Bureaux recuperarono questa funzione, che fu loro tolta tra il 1599 e il 1626 dal Grand voyer de France. A partire dal 1669 l'amministrazione della viabilità passa all'Intendant.

## Funzioni nel campo della giustizia
Nel 1627 i Bureaux recuperano la competenza sul contenzioso giudiziario in materia di Balivo e Siniscalco sulle proprietà e sulla rete viaria.
A questo scopo gli uffici dell'Avvocato del Re e del Procuratore reale sono stati creati in ogni Bureau.
La competenza in appello (ultima istanza) dei Boureau des finances è stata limitata alle cause sotto le 250 livre di capitale e 10 livre di rendita. La Corte d'appello era il Parlamento francese.